# Gvarv
Gvarv is een plaats in de Noorse gemeente Midt-Telemark, provincie Telemark. Gvarv telt 924 inwoners (2007) en heeft een oppervlakte van 1,39 km².
Gvarv is bekend om zijn vele appel- en kersengaarden, net zoals de gehele omtrek van Sauherad. Het plaatsje ligt circa 10 kilometer ten westen van Skien en 10 kilometer ten oosten van de plaats Bø. In Gvarv bevindt zich een station aan de spoorlijn die Stavanger met Oslo verbindt. Aan het plaatselijk gelegen meer (Gvarv meer (rivier)) bevindt zich een aantal zomerkampen en hotels, waar vooral in de zomerperiode vele toeristen komen rusten en recreëren.
In Gvarv bevindt zich de school Sagavoll folkehøgskole, die zich vooral richt op folkloristischeche dansen, maar ook kledingontwerp, muziek en sport.

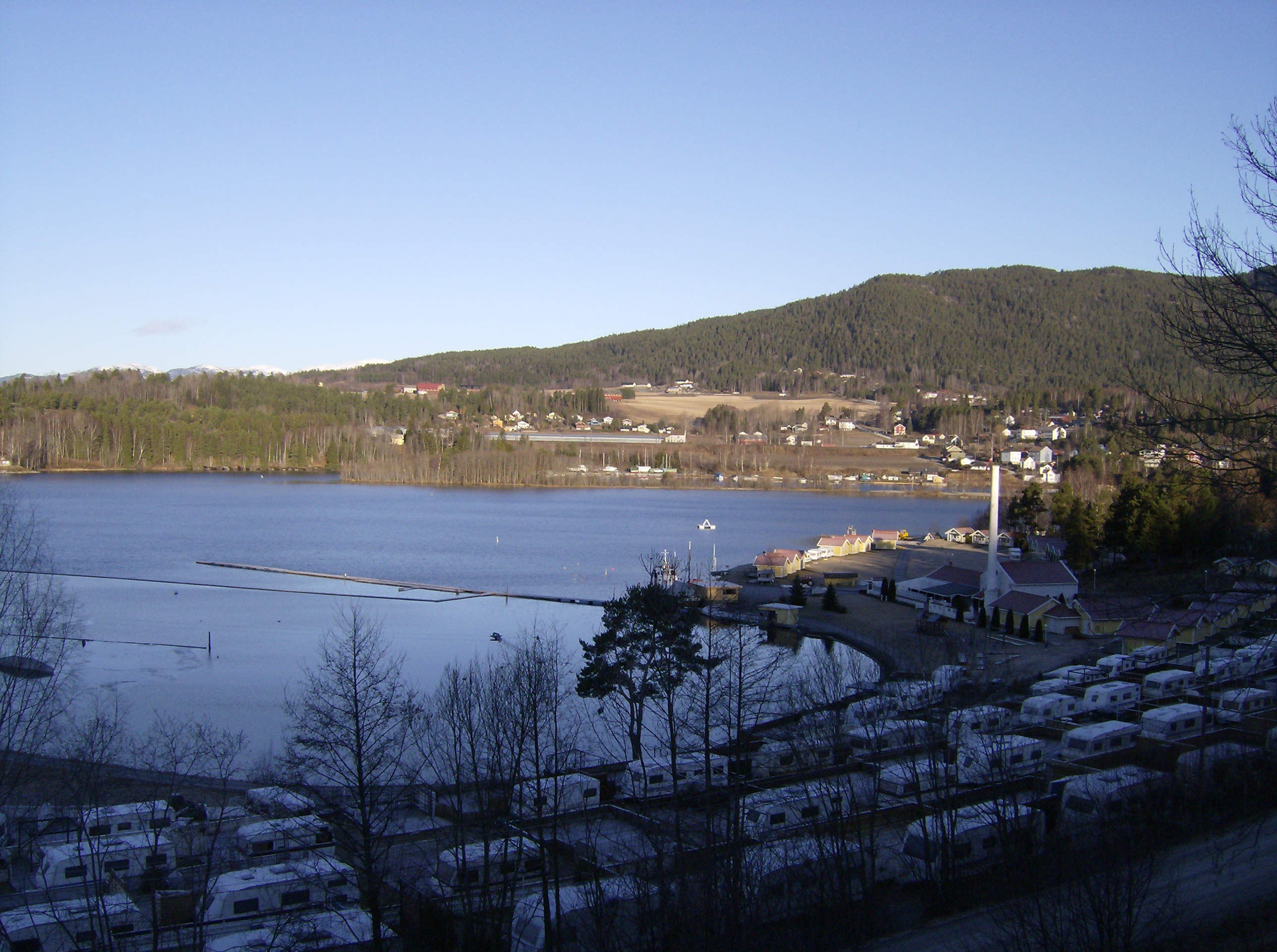
Norsjomeer